# Episodi di Pensacola - Squadra speciale Top Gun (terza stagione)
La terza stagione della serie televisiva Pensacola - Squadra speciale Top Gun è stata trasmessa in anteprima negli Stati Uniti d'America in syndication tra il 6 settembre 1999 e il 20 maggio 2000.
| nº | Titolo originale       | Titolo italiano | Prima TV USA      | Prima TV Italia |
| -- | ---------------------- | --------------- | ----------------- | --------------- |
| 1  | Tip of the Spear       |                 | 6 settembre 1999  |                 |
| 2  | Gypsy Tumble           |                 | 13 settembre 1999 |                 |
| 3  | A Wing and a Prayer    |                 | 20 settembre 1999 |                 |
| 4  | Call to Glory          |                 | 27 settembre 1999 |                 |
| 5  | Officers and Gentleman |                 | 4 ottobre 1999    |                 |
| 6  | Tattoo                 |                 | 11 ottobre 1999   |                 |
| 7  | Burke's Breach         |                 | 18 ottobre 1999   |                 |
| 8  | Behind Enemy Lines     |                 | 30 ottobre 1999   |                 |
| 9  | True Stories           |                 | 6 novembre 1999   |                 |
| 10 | Don't Ask, Don't Tell  |                 | 13 novembre 1999  |                 |
| 11 | On the Tee             |                 | 20 novembre 1999  |                 |
| 12 | Aces                   |                 | 27 novembre 1999  |                 |
| 13 | Article 32             |                 | 29 gennaio 2000   |                 |
| 14 | At Poverty Level       |                 | 5 febbraio 2000   |                 |
| 15 | Busted                 |                 | 12 febbraio 2000  |                 |
| 16 | Crash Test             |                 | 19 febbraio 2000  |                 |
| 17 | Pensacola Shootout     |                 | 26 febbraio 2000  |                 |
| 18 | Answered Prayers       |                 | 22 aprile 2000    |                 |
| 19 | Return to Glory        |                 | 29 aprile 2000    |                 |
| 20 | Casualties of War      |                 | 6 maggio 2000     |                 |
| 21 | Brothers               |                 | 13 maggio 2000    |                 |
| 22 | SOCEX: Final Exams     |                 | 20 maggio 2000    |                 |